# Dorymyrmex bureni
Dorymyrmex bureni es una especie de hormiga del género Dorymyrmex, subfamilia Dolichoderinae. Fue descrita científicamente por Trager en 1988.
Se distribuye por Argentina, México y Estados Unidos. Se ha encontrado a elevaciones de hasta 1935 metros. Vive en microhábitats como la hojarasca, nidos y la vegetación baja.